# جواز مرور الاتحاد الأوروبي
جواز مرور الاتحاد الأوروبي هو وثيقة السفر التي تصدر لموظفي الخدمة المدنية وأعضاء مؤسسات الاتحاد الأوروبي. وهو دليل على الامتيازات والحصانات الدبلوماسية لحاملها. جواز المرور يعدّ وثيقة صالحة في جميع دول الاتحاد الأوروبي وكذلك في أكثر من 100 دولة أخرى. في عام 2006 لجنة الاتحادات الأوروبية أصدرت وجددت حوالي 2200 جواز مرور.